# Domínio público marítimo
O Domínio Público Marítimo, é um conceito do direito português, estabelecido em 1864, que determina que a faixa em terra da zona costeira (margens, praias, etc) é propriedade inalienável do Estado, pelo que os privados (pessoas, empresas, etc) só podem dispor do direito de utilização ou exploração dessa área, e nunca da sua propriedade. O Domínio Público Marítimo em Portugal é actualmente regido pela Lei 54/2005 de 15 de Novembro e pela Lei n.º 58/2005 de 29 de Dezembro.
A todos aqueles que consigam provar documentalmente que são os legítimos herdeiros/proprietários de algum lote desta área em data anterior a 1864, o Estado reconhece a propriedade, mas isso não os desobriga, ou exclui, do cumprimento das normas que aplicam ao restante Domínio Público Marítimo.
Inicialmente a jurisdição estava sob a alçada da Marinha tendo passado para a (entretanto extinta) Direcção Geral de Portos, e em 1992, por sua vez essas competências são na sua maior parte transferidas para o Ministério do Ambiente.
Actualmente abrange uma faixa de território de cerca de 50 m, a contar da linha media da baixa-mar para o interior.
O dominio publico hidrico é parte de um conjunto muito maior, existindo não só nas regiões portuárias e nas zonas onde se faz sentir a maré mas sim em todo o território Nacional, nas margens dos rios, ribeiras, etc.

## Entidades com jurisdição no Domínio Público Marítimo
- Marinha, através das capitanias e Polícia Marítima;
- Instituto de Conservação da Natureza
- INAG
- Administrações de Região Hídrográfica (ARH) do Norte, Centro, Tejo, Alentejo e Algarve